# وایت ارنتس
وایت ارنتس (به انگلیسی: White Ernz) رودخانه‌ای است که در لوکزامبورگ جریان دارد.